# Enter Sandman
Az Enter Sandman egy dal az amerikai Metallica együttes 1991-es Metallica című albumáról. A szerzője James Hetfield énekes, Kirk Hammett gitáros és Lars Ulrich dobos volt.
A dal egyike a zenekar legismertebb dalainak, a gitárriff végigkíséri az egész dalt egy kisgyermekről mesélve, aki fél az elalvástól, és szeretné elkerülni a rémálmokat. A címben szereplő Sandmant, aki az amerikai folklórban az álomhozó szerepét tölti be, már több dalban említették. Híres „duett” hangzik el a dal utolsó harmadában, amikor James Hetfield és egy kisfiú (Bob Rock producer fia) előadják a klasszikus elalvás előtti, Now I Lay, Down To Sleep kezdősorú gyermekimát.
A dal sok változáson ment keresztül, mire az albumra került: az eredetileg a hirtelen csecsemőhalálra utaló szöveget lágyították, témáját a kereskedelmileg hatásosabb rémálmokra cserélték, a riff szerkezetét megváltoztatták, a gitárszólót pedig kissé lelassították, hogy ne egy tipikus heavy metal szólót kapjanak. Az együttes és a producer eredetileg a Holier Than Thou-t szerette volna első kislemezként megjelentetni, ám Lars Ulrich az Enter Sandmant szerette volna kiadatni, mert jobban bízott a sikerében. A kislemez B-oldalára a Queen együttestől feldolgozott Stone Cold Crazy került.
A Rolling Stone magazin Minden idők 500 legjobb dalának listáján a 399. helyre sorolták (ez volt a listán az egyetlen Metallica dal). A VH1 zenecsatorna Minden idők 40 legjobb heavy metal dala listáján a 22. helyre került.
A refrénben a Take my hand! We're off to Never Never Land sorok Pán Péterre tett utalások.